# Jean Peschard
Jean Peschard, né le 16 septembre 1928 à Flers et mort le 2 juillet 2007 à Caen, est un graveur, peintre et illustrateur français.

## Biographie
Élève de d'Édouard Goerg à l'École des beaux-arts de Paris dans les années 1950, Jean Peschard obtient le premier grand prix de Rome de gravure en 1956.